# Гален
Гале́н (греч. Γαληνός; сентябрь 129 года, Пергам, провинция Азия, Римская империя— около 216 года, Рим, провинция Италия, Римская империя) — древнеримский медик, хирург и философ греческого происхождения. Гален внёс весомый вклад в понимание многих научных дисциплин, включая анатомию, физиологию, патологию, фармакологию и неврологию, а также философию и логику.
Распространённое написание имени как Кла́вдий Гале́н (лат. Claudius Galenus) появляется лишь в эпоху Возрождения и не зафиксировано в рукописях; считается, что это ошибочная расшифровка сокращения Cl. (Clarissimus).
Сын богатого архитектора, Гален получил прекрасное образование, много путешествовал, собрав множество информации по медицине. Поселившись в Риме, врачевал римскую знать, став со временем личным врачом нескольких Римских императоров.
Его теории доминировали в европейской медицине в течение 1300 лет. Его анатомией, основанной на диссекции обезьян и свиней, пользовались до появления в 1543 году труда «О строении человеческого тела» Андреаса Везалия, его теория кровообращения просуществовала до 1628 года, когда Уильям Гарвей опубликовал свой труд «Анатомическое исследование о движении сердца и крови у животных», в котором дал описание роли сердца в кровообращении. Студенты-медики изучали Галена до XIX века включительно. Его теория о том, что мозг контролирует движения при помощи нервной системы, актуальна и сегодня.
Многое из его наследия сохранилось благодаря переводам на сирийский, арабский, иврит, латынь и древнеармянский.

## Биография
Благодаря привычке Галена дополнять свои письменные работы короткими автобиографическими ремарками, до современности дошло достаточно много информации о его образе жизни и занятиях. Некоторые ремарки довольно часто выглядят как исторические анекдоты или откровенная самореклама, однако многие из них имеют полемический или развлекательный характер. 

### Ранние годы
Имя Галена греч. Γαληνός, Galēnos происходит от прилагательного «γαληνός», «спокойный».
Гален описывает свою молодость в труде «О привязанностях ума». Он родился в сентябре 129 года. Его отец, Никон, был богатым знатным архитектором и строителем, интересовавшимся философией, математикой, логикой, астрономией, сельским хозяйством и литературой. Гален описывает своего отца как «очень любезного, простого, хорошего и доброжелательного человека». В то время Пергам был значительным культурным и интеллектуальным центром, знаменитым своей библиотекой (Эвмен II), второй по величине после александрийской, и привлекавшим как философов-стоиков, так и платоников. Гален был представлен пергамским философам в возрасте 14 лет. Его занятия по философии включали все существовавшие в то время философские системы, включая философию Аристотеля и эпикуреизм. Его отец хотел, чтоб Гален стал философом или политиком, и старался просвещать его в вопросах литературы и философии. Гален утверждает, что примерно в 145 году его отцу приснился сон, в котором Асклепий велел Никону послать сына изучать медицину. Отец не пожалел денег, и в 16 лет Гален начал изучать медицину в Асклепионе, где проучился четыре года. Впоследствии, в своём трактате «О порядке собственных книг» Гален выразил благодарность отцу и дал высокую оценку полученному образованию в области грамматики и математики. Асклепион был одновременно и храмом, и больницей, в которую любой больной мог прийти искать помощи священнослужителей. Сюда приезжали римляне в поисках лечения. Храм был также пристанищем известных людей, таких как историк Авл Клавдий Харакс, оратор Элий Аристид, софист Антоний Полемон, консул Руфин Куспий.
В 148 году, когда Галену было 19 лет, отец умер, оставив ему своё состояние. Гален последовал совету Гиппократа и отправился учиться, посетив Смирну, Коринф, Крит, Киликию, Кипр и, наконец, Великую медицинскую школу Александрии, изучая различные традиции современной ему медицины. Обучение у различных мастеров оказало значительное влияние на склад мышления будущего учёного, так как до самого конца жизни он ни разу не декларировал свою приверженность какому-либо отдельному медицинскому направлению или школе. По его мнению, из всех лечебных и философских течений для исцеления людей следовало отбирать только самое лучшее в целях создания единой системы, которая могла бы пройти проверку практикой и опытом. Такой его подход нередко называют эклектичным, но он исправно ему прослужил в течение всей жизни.
В 157 году, в 28 лет, Гален вернулся в Пергам и стал врачом гладиаторов первосвященника[уточнить] Азии, одного из самых влиятельных и богатых людей в провинции Азии. Гален утверждает, что первосвященник выбрал его после того, как он извлёк внутренности обезьяны и предложил другим врачам вернуть её в нормальное состояние. После того как они отказались, Гален сделал это сам, заслужив доверие первосвященника. За четыре года на этой должности Гален убедился в необходимости диеты, занятий спортом, гигиены и профилактики, изучил анатомию, лечение переломов и тяжёлых травм, называя травмы «окнами тела». О том, какое внимание Гален уделял их травмам, говорит тот факт, что за время его работы умерли лишь пятеро гладиаторов, в то время как за время работы его предшественника умерших гладиаторов было шестьдесят. В это же время Гален продолжал изучать теоретическую медицину и философию.

### Зрелые годы
Гален приехал в Рим в 162 году и стал практикующим врачом. Его раздражительность стала причиной конфликта с другими врачами и он почувствовал угрозу. Его талант привёл к тому, что менее способные и оригинальные врачи настроились против него. Они организовали заговор, и он боялся быть изгнанным или отравленным, поэтому сам покинул город.
Со 161 года Рим был вовлечён последовательно в два военных конфликта — Римско-парфянскую войну 161—166 гг. и затем, на севере — в 15-летнюю Маркоманскую войну (166—180). Осенью 169 года, когда римские войска возвращались в Аквилею, разразилась страшная эпидемия, и Гален был призван обратно в Рим. Ему было велено сопровождать Марка Аврелия и Луция Вера в Германии. Следующей весной Марк Аврелий отпустил Галена, после сообщения о том, что Асклепий против этого предприятия. Он был послан в качестве врача к императорскому наследнику Коммоду. Именно здесь, при дворе, Гален много писал на медицинскую тематику. По иронии судьбы, Луций Вер умер в 169 году, а Марк Аврелий в 180 году, оба стали жертвами эпидемии.
Гален был личным врачом Коммода почти всю жизнь императора. По словам Диона Кассия, примерно в 189 году в царствование Коммода, произошла крупнейшая эпидемия из известных ему, по 2000 человек погибало в Риме каждый день. Скорее всего это была та же болезнь, которая поразила Рим во время правления Марка Аврелия.
Гален стал также врачом Септимия Севера. В своих записях он хвалит Септимия Севера и Каракаллу за помощь с поставкой лекарств.

#### Антониновская чума
Антонинова чума названа так по родовому (династическому) имени императоров того времени, — в частности, Марка Аврелия и Луция Вера (они оба были усыновлены императором Антонином Пием). Называлась также «чумой Галена» и занимала важное место в истории медицины благодаря тому, что была  Галеном описана. Он был в Риме в 166 году, когда началась эпидемия, а также зимой 168-69 года во время повторной эпидемии среди войск в Аквилее. Гален называл эпидемию очень длительной. К сожалению, дошедшие до нас записи Галена кратки и несистематичны, так как он не старался описать болезнь для потомков, его больше интересовали симптомы болезни и способы лечения.
Смертность составляла 7—10 %. Эпидемия за 165—168 годы унесла от 3,6 до 5 миллионов жизней. Некоторые исследователи[кто?] считают, что погибло более половины населения империи и что эта эпидемия была самой катастрофической в истории Римской империи. Считается, что антониновская чума была вызвана вирусом оспы, так как, несмотря на неполное описание, Гален оставил достаточно информации о симптомах болезни.
Гален писал, что сыпь, покрывавшая всё тело, обычно была чёрной, но не было никаких язв, а у тех, кто выжил, оставалась чёрная сыпь из-за остатков крови в гнойничковых волдырях и присутствовали волдыри. Гален утверждает, что кожная сыпь была близка к той, которую описал Фукидид. Гален описывает проблемы с желудочно-кишечным трактом и диарею. Если стул был чёрным, пациент умирал. Гален также описывает симптомы лихорадки, рвоту, неприятный запах изо рта, кашель.

#### Смерть
Суда, энциклопедия конца X века, утверждает, что Гален умер в возрасте 70 лет, то есть около 199 года. Тем не менее, в трактате Галена «О териаке к Пизону» написано о событиях 204 года (что, однако, может быть подделкой). Есть также утверждения в арабских источниках, что он умер в возрасте 87 лет, после 17 лет изучения медицины и 70 лет практики, тогда получается, что он умер в 217 году. Исследователи склонны считать, что «О териаке к Пизону» является подлинным, и арабские источники называют верную дату, тогда как в Суде неверно проинтерпретирована информация о 70 годах врачевания, как о 70 годах жизни.

## Достижения
- Описал около 300 мышц человека.
- Доказал, что не сердце, а головной и спинной мозг являются «средоточием движения, чувствительности и душевной деятельности».
- Сделал вывод, что «без нерва нет ни одной части тела, ни одного движения, называемого произвольным, ни единого чувства».
- Перерезав спинной мозг поперёк, Гален показал исчезновение чувствительности всех частей тела, лежащих ниже места разреза.
- Доказал, что по артериям движется кровь, а не «пневма», как считалось ранее.
- На основе учения Гиппократа, основательно развил теорию темпераментов, описал 13 типов (см. осн.статью:Темперамент#Теория темперамента по Гиппократу и Галену).[23][24]

Создал около 400 трудов по философии, медицине и фармакологии, из которых до нас дошло около сотни. Собрал и классифицировал сведения по медицине, фармации, анатомии, физиологии и фармакологии, накопленные античной наукой.
Описал четверохолмие среднего мозга, семь пар черепных нервов, блуждающий нерв; проводя опыты по перерезке спинного мозга свиней продемонстрировал функциональное различие между передними (двигательными) и задними (чувствительными) корешками спинного мозга.
На основе наблюдений отсутствия крови в левых отделах сердца убитых животных и гладиаторов создал первую в истории физиологии теорию кровообращения (по ней считалось, в частности, что артериальная и венозная кровь — жидкости суть разные, и коль первая «разносит движение, тепло и жизнь», то вторая призвана «питать органы»), просуществовавшую до открытий Андреаса Везалия и Уильяма Гарвея. Не зная о существовании малого круга кровообращения, высказал предположение, что между желудочками (предсердиями?) сердца имеется соединяющее их отверстие (основанием для подобного умозаключения, по-видимому, могло послужить анатомирование трупов недоношенных младенцев, у которых такое отверстие действительно существует).
Гален систематизировал представления античной медицины в виде единого учения, являвшегося теоретической основой медицины вплоть до окончания средневековья. Он внёс вклад в развитие библиографии в Древнем Риме. Гален является автором двух библиографических указателей — «О порядке собственных книг», «О собственных книгах». Первая из них является своего рода введением к собранию его сочинений с рекомендациями о том, в какой последовательности их следует читать. Во введении ко второму указателю сказано о цели работы: помочь читателю отличить истинные труды Галена от тех, которые ему приписываются. В главах принята систематическая группировка трудов: работы по анатомии, терапии и прогнозу болезни, комментарии к трудам Гиппократа, работы, направленные против отдельных медицинских школ, работы по философии, по грамматике и риторике.
Положил начало фармакологии. До сих пор «галеновыми препаратами» называют настойки и мази, приготовленные определёнными способами.
Лечение по Галену — правильная диета и лекарственные средства. В противоположность Гиппократу Гален утверждал, что в лекарствах растительного и животного происхождения имеются полезные и балластные вещества, то есть впервые ввёл понятие о действующих веществах. Гален лечил извлечениями из растений, широко использовал сиропы, вина, смесь уксуса и мёда и др.
В сочинениях Гален упоминал 304 растения, 80 животных и 60 минералов.

## Цитаты
- «Вставайте из-за стола слегка голодными, и вы будете всегда здоровы».
- «Кто хочет созерцать создания природы, не должен доверять сочинениям по анатомии, но должен полагаться на свои глаза, занимаясь анатомированием из любви к науке».
- «Хороший врач должен быть философом».
- «Мне часто приходилось водить рукой хирургов, мало изощрённых в анатомии, и тем спасти их от публичного позора».
- «Без нерва нет ни одной части тела, ни одного движения, называемого произвольным, ни единого чувства».
- «Тысячи и тысячи раз я возвращал здоровье своим больным посредством физических упражнений».
- «Здоровье — вид гармонии, но его границы очень широкие и не у всех одинаковые»

## Наследие

### Поздняя античность
Ещё при жизни Гален считался легендарным врачом и философом, император Марк Аврелий описывал его как «Primum sane medicorum esse, philosophorum autem solum» (первый среди врачей и уникальный среди философов). Греческие авторы, такие как Феодот Кожевник, Афиней и Александр Афродисийский поддерживали это мнение.
Тем не менее, вся важность его вклада в науку не была оценена по достоинству современниками. После падения Римской империи на Западе полностью прекратилось изучение трудов Галена. В Византии, тем не менее, многие труды Галена сохранились и изучались.
Сирийские христиане узнали о трудах Галена в то время, когда Византия правила Сирией и Западной Месопотамией. В седьмом веке эти земли были захвачены мусульманами. После 750 года мусульмане и сирийские христиане перевели работы Галена на арабский язык. С тех пор Гален и вся греческая медицина были ассимилированы в средневековую культуру исламского Ближнего востока.

### Влияние на исламскую медицину
Первым серьёзным переводчиком Галена на арабский был сирийский христианин Хунайн ибн Исхак ал-Ибади. Хунайн перевёл 129 трудов Галена. Один из арабских переводов, ‘Китаб ила Аглуган фи Шифа аль Амраз’, который хранится в Академии ибн Сины, считается самым выдающимся из переводов Галена. Часть Александрийского сборника работ Галена, этот манускрипт X века состоит из двух частей, которые включают в себя подробную информацию о различных типах лихорадки и различных воспалительных процессах. Более того, он содержит более 150 рецептов лекарств как растительного, так и животного происхождения. Книга даёт прекрасное представление о Греческой и Римской медицине и является источником сведений об античных лекарствах.
Арабские источники, такие как труды Разеса продолжают служить источником сведений об утерянных трудах Галена. В трудах Разеса, а также Ибн Зухра и Ибн ан-Нафиса труды Галена не принимаются как истина в последней инстанции, а служат базисом для дальнейших исследований.

### Знакомство Запада с трудами Галена
Начиная с XI века в Европе появились переводы арабских медицинских трактатов на латынь. Одним из переводчиков Галена с арабского на латынь был связанный с Салернской врачебной школой Константин Африканский. В XII в. Бургундий Пизанский перевёл «ΠΕΡΙ ΚPACΕΩΝ» Галена на латынь (De complexionibus) непосредственно с греческого. В XIII в. Галена начали изучать студенты университетов Неаполя и Монпелье. С этого времени Гален считался непререкаемым авторитетом, его даже называли «Медицинским Папой Средневековья». Труды Галена стали главными учебниками для медиков наряду с трудом Ибн-Сины Канон врачебной науки, который также был основан на трудах Галена.
В отличие от языческого Рима в христианской Европе не существовало универсального запрета на вскрытие человеческого тела, и такие исследования проводились регулярно, по крайней мере, с XIII века. Тем не менее, влияние Галена в Европе, как в арабском мире, было настолько сильным, что при обнаружении несоответствий с анатомией Галена при вскрытиях, врачи часто старались объяснить их в рамках Галеновского учения. Например, Мондино де Луцци, описавший в своих трудах систему кровообращения, утверждал, что в левом желудочке должен быть воздух. Некоторые объясняли различия тем, что со времён Галена человеческая анатомия изменилась.

### Современные исследования

#### В России
На данный момент существуют всего два перевода трудов Галена на русский язык. Первый из них — «О назначении человеческого тела» был издан в 1971 году под редакцией академика В. Н. Терновского. В 2014 году сотрудники кафедры истории медицины, истории Отечества и культурологии Первого МГМУ им. И. М. Сеченова Дмитрий Балалыкин, Андрей Щеглов и Наталия Шок издали книгу «Гален: врач и философ», включившую перевод трех текстов мыслителя и их историко-философский анализ. В перевод вошли следующие тексты: «Способ распознавания и лечения страстей любой, в том числе и своей собственной души», «О распознавании и лечении заблуждений всякой души», «О том, что лучший врач — ещё и философ». По мнению авторов, в зарубежной историографии интерес к философскому и исследовательскому методу Галена возрос именно в последние двадцать лет. Авторы связывают этот процесс с пересмотром взглядов историков и философов на взаимоотношения науки и религии, а также со сменой научной парадигмы в период научно-технического прогресса — в последнее время идея мультидисциплинарности врачебной подготовки считается залогом успешной деятельности. Эта теория прекрасно сочетается с гипотезой Галена о том, что истинный врач должен быть ещё и философом — экспертом в разных дисциплинах. С 2014 года этот же коллектив начал издавать Сочинения Галена в русском переводе; на 2019 год опубликованы тома 1—5.

## Гален в филателии
- В 1966 году в Йеменской Арабской Республике по случаю начала работы нового здания штаб-квартиры ВОЗ была выпущена серия из трёх почтовых марок, на одной из которых помещён портрет Галена (каталог Yvert et Tellier 164)
- В 1989 году почта Венгрии одну марку серии «Врачи» посвятила Галену (Yvert et Tellier 3246)
- В 1996 году почта Греции выпустила почтовую марку с портретом Галена (Yvert et Tellier 1897)